# Mupirocina
A mupirocina é um fármaco utilizado no tratamento do impetigo e  foliculite, ocasionado por infecções por Staphylococcus aureus, Streptococcus beta-hemolíticos e Streptococcus pyogenes. É um antibiótico tópico.

## Mecanismo de ação
A mupirocina liga-se a isoleucil-ARNt-sintetase da bactéria impedindo a junção de isoleucina nas cadeias proteicas da parede celular bacteriana. O mecanismo de ação deste fármaco é, portanto, bactericida.

## Contra-indicações
- Hipersensibilidade ao fármaco e/ou formulação
- Gravidez e lactação
- Insuficiência renal
- Queimaduras

## Nomes comerciais
- Bactroban®